# A Sketch of the Vegetation of the Swan River Colony
A Sketch of the Vegetation of the Swan River Colony, également connu sous l'abréviation Sketch Veg. Swan R., est un article de 1839 de John Lindley sur la flore de la colonie de la rivière Swan. Près de 300 nouvelles espèces ont été publiées pour la première fois, dont plusieurs sont très courantes.
Cet article paraît dans la troisième partie de l'Appendix to the first twenty three volumes of Edward's Botanical Register, les deux premières parties comportaient les précédents volumes de l'Edwards's Botanical Register, édité par Lindley. L'article comporte 58 pages, en trois parties.
A Sketch of the Vegetation of the Swan River Colony n'est que le deuxième traité tentant de recenser la flore de la colonie, après Stephan Endlicher en  1837 dans son Enumeratio plantarum (en), une œuvre en latin parue en un seul volume. Il y avait donc à l'époque un grand nombre d'espèces encore jamais décrites. Lindley a principalement travaillé à partir des collections de James Drummond pour décrire 280 nouveaux taxa.